# وترینگن (بایرن)
وترینگن (به آلمانی: Wettringen) یک شهر در آلمان است که در آنسباخ واقع شده‌است.